# Čretvež
Čretvež (Duits: Retschnigg) is een plaats in Slovenië en maakt deel uit van de gemeente Zreče in de NUTS-3-regio Savinjska. De plaats telde 46 inwoners op 1 januari 2020.